# Jakov Filipović
Jakov Filipović, né le 17 octobre 1992 à Pećnik en Bosnie-Herzégovine, est un footballeur international croate qui joue au poste de défenseur central.

## Biographie

### En équipe nationale
Il joue son premier match en équipe de Croatie le 11 janvier 2017, contre le Chili (score : 1-1 à Nanning, en Chine).

## Palmarès
- Champion de Croatie de D2 en 2016 avec Cibalia